# 舞子海水浴場
舞子海水浴場（まいこかいすいよくじょう）は、兵庫県神戸市垂水区海岸通にある海水浴場である。愛称は「アジュール舞子」。

## 特徴
舞子東海浜緑地内に三井アウトレットパーク「マリンピア神戸」などの施設と共にある人工の砂浜を持つ海水浴場。西側を走る明石海峡大橋を当時、建設することに伴って舞子海岸を整備し、1998年（平成10年）にオープンした。芝生広場が隣接し、夏には、無料シャワー設備も完備され、京阪神各都市から近く、アクセスも良いため、多くの人で賑わう。愛称の「アジュール舞子」は、一般公募によりフランス語の「azur(青)」から名付けられた。
- 砂浜の広さ:長さ…800m／幅:60m

## 歴史
- 1998年（平成10年） - オープン。
- 2020年（令和2年） - 新型コロナウイルス感染症の拡大に伴い、海水浴場の開設が見送られた[1]。
- 2021年（令和3年） - 前年に引き続き海水浴場の開設を見送られた。神戸市は人流抑制を目的に、県外からの来訪は控えるよう呼びかけた[2]。
- 2022年（令和4年） - 3年ぶりに海水浴場が開設。ただし、ライフセーバーの数が確保できないとして海水浴場の面積は、コロナ前と比べて縮小された。代替措置として、海岸東側に泳がずに遊べる「磯遊びエリア」が設けられた[3]。

## 概要
期間
- 7月から8月

利用者数
- 183,000人(2018年度)[4]

### 交通アクセス

#### 公共交通機関
- 西日本旅客鉄道（JR西日本）JR神戸線 舞子駅から徒歩約7分。
- 山陽電鉄 霞ヶ丘駅から徒歩約5分。

#### 自動車道
- 大阪・京都方面 - 第二神明道路 名谷ICより約10分。
- 岡山・広島（山陽）方面 - 第二神明道路 高丸ICより側道を西進し舞子多聞線を南下、約10分。
- 淡路島・四国方面 - 神戸淡路鳴門自動車道 垂水ICより約15分。

## 周辺
- マリンピア神戸
- 淡路島
- 明石海峡大橋
- 五色塚古墳